# Tuone Udaina
Tuone Udaina (talijanski: Antonio Udina; Krk, oko 1823. – Krk, 10. lipnja 1898.) zvani Burbur bio je zadnji govornik dalmatskog jezika. Udaina nije bio izvorni govornik ovog jezika tj. veljotskog dijalekta, nego je jezik naučio od svojih roditelja koji su podrijetlom bili s Krka (talijanski: Veglia). Jezikoslovac Matteo Bartoli je prema informacijama koje je dobio od Udaine napisao rad o dalmatskom jeziku 1897. godine. U to vrijeme Udaina nije govorio taj jezik već dvadesetak godina, a također bio je i nagluh i bezub, pa se ne smatra pouzdanim izvorom o ovom jeziku. Nakon što je Udaina 1898. poginuo u eksploziji cestarske mine, dalmatski jezik je izumro.

## Vanjske poveznice
- Vers les sources des langues romanes: un itinéraire linguistique à travers